# Babiahan
Babiahan est une localité rurale dans le Sud de la Côte d'Ivoire dans la région de l'Agnéby-Tiassa. La localité de Babiahan appartient au département d'Agboville et rattachée administrativement à la commune d'Agboville,,. 